# Vital
Vital je moško osebno ime.

## Izvor imena
Ime Vital izhaja iz latinskega imena Vitalis. To ime razlagajo iz latinske besede vitalis, v pomenu besede »življenjski, življenja zmožen, življenja vreden«.

## Različice imena
- moške oblike imena: Vitalij, Živko
- ženske oblike imena: Vitalija, Živa, Živana, Živka
- sorodna imena: Vivijan (moško), Bibijana (žensko), Vivijana (žensko), Vivjana (žensko)

## Pogostost imena
Po podatkih Statističnega urada Republike Slovenije je bilo na dan 31. decembra 2007 v Sloveniji 47 oseb z imenom Vital.

## Osebni praznik
V koledarju je 2. decembra, ko god praznuje Vital zapisana Vivijana (Bibijana), mučenka v času cesarja Julijana Odpadnika, umrla okoli leta 360.

## Znane osebe
- Vital du Four, francoski filozof
- Vital Klabus, slovenski prevajalec, urednik in kritik
- Vital Vider, slovenski duhovnik in zakonski svetovalec

## Zanimivost
Vital je ime več svetnikov. V koledarju je 28. aprila Vital mučenec iz italijanskega mesta Ravena, ki je živel v 4. stoletju. Njemu v čast je v tem mestu postavljena znamenita  bazilika San Vitale.